# Inebni

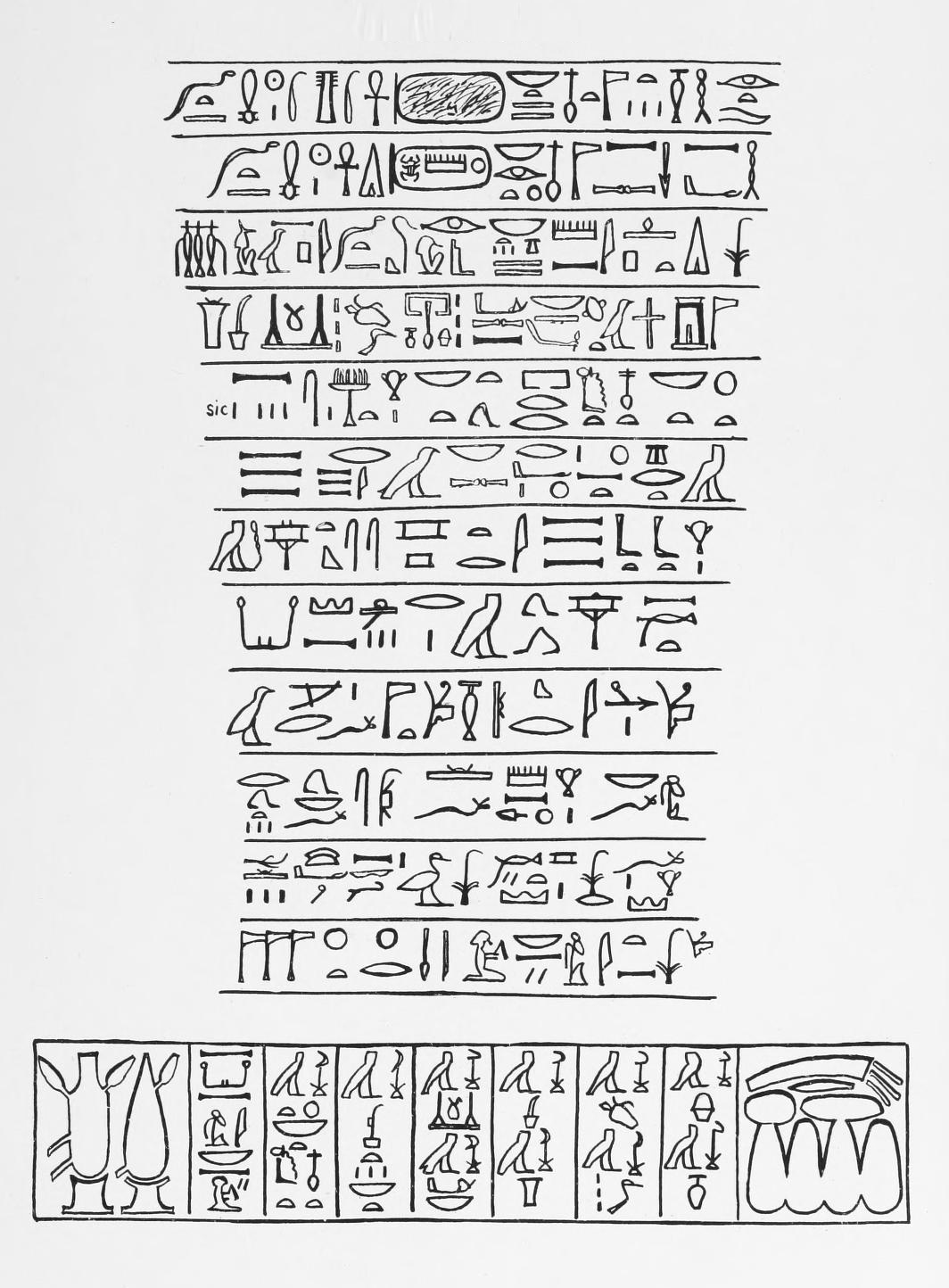
Inebni szobrának felirata (British Museum)

Inebni, más néven Amenemnehu ókori egyiptomi hivatalnok, Kús alkirálya volt a XVIII. dinasztia idején, Hatsepszut uralkodása alatt. Penrét követte; először a 18. uralkodási évben említik. Egy másik datálható felirata a 20. évből származik. A 22./23. évben már Nehi töltötte be az alkirályi pozíciót.
Mivel két nevet visel, sokáig azt hitték, a nevek két különböző személyt takarnak, egy III. Thotmesz 20. évére datált felirat azonban bebizonyította, hogy egy személyről van szó. Feliratain nevét több helyen is kivésték, ami azt mutatja, lehet, hogy pályafutása vége felé kegyvesztett lett. Egy kockaszobrát a British Museumban őrzi (EA1121), bár kiállítva nincsen. Núbiából több sziklafeliratról ismert. Családjáról keveset tudni, csak fivére, Szaimau ismert.